# Pulford Castle
Pulford Castle är ett slott i Storbritannien.   Det ligger i kommunen Cheshire West and Chester i riksdelen England, i den södra delen av landet, 260 km nordväst om huvudstaden London. Pulford Castle ligger 13 meter över havet.
Terrängen runt Pulford Castle är huvudsakligen platt, men västerut är den kuperad. Runt Pulford Castle är det ganska tätbefolkat, med 239 invånare per kvadratkilometer. Närmaste större samhälle är Chester, 8,1 km norr om Pulford Castle. Trakten runt Pulford Castle består i huvudsak av gräsmarker.